# Урмандеево
 Урмандеево  (тат. Урмандәй, чув. Саврăшпуç) — село в Аксубаевском районе Татарстана. Входит в состав Урмандеевского сельского поселения.

## География
Находится в южной части Татарстана на расстоянии приблизительно 15 км на север по прямой от районного центра поселка Аксубаево у речки Саврушка.

## История
Основано во второй половине XVIII века.

## Население
Постоянных жителей было: в 1859 — 39, в 1897—734, в 1908—931, в 1920—813, в 1926—932, в 1938—720, в 1949—887, в 1958—709, в 1970—814, в 1979—821, в 1989—574, в 2002 году 495 (чуваши 100 %), в 2010 году 578.